# Molophilus (Molophilus) coryne
Molophilus (Molophilus) coryne is een tweevleugelige uit de familie steltmuggen (Limoniidae). De soort komt voor in het Neotropisch gebied.